# Université d'éducation de Hong Kong
Fondée en 1994 sous le nom d'institut d'éducation de Hong Kong  (Hong Kong Institute of Education), il devient l'université d'éducation de Hong Kong (Education University of Hong Kong) en juin 2016.